# Pallavolo Scandicci Savino Del Bene
La Pallavolo Scandicci Savino Del Bene è una società pallavolistica femminile italiana con sede a Scandicci: milita nel campionato di Serie A1.

## Storia
La Pallavolo Scandicci Savino Del Bene nasce nel 2012 da un progetto di fusione di due società di Scandicci: la Savino Del Bene Volley e l'Unione Pallavolo Scandicci; dal primo club la Pallavolo Scandicci eredita buona parte dell'assetto societario e la sponsorizzazione, mentre dal secondo, che continua la propria attività con un settore giovanile, acquisisce la prima squadra ed il titolo sportivo per la partecipazione alla Serie B1.
Nella stagione 2012-13 la squadra sfiora la promozione in Serie A2, eliminata nelle semifinali dei play-off promozione, dopo aver chiuso al secondo posto del proprio girone la regular season: tuttavia la rinuncia di alcune squadre, porta al ripescaggio della Pallavolo Scandicci nella serie cadetta.
Nel campionato 2013-14 il club arriva alle semifinali dei play-off per la promozione in Serie A1, eliminata dal San Casciano: l'acquisto del titolo sportivo dalla IHF Volley consente comunque l'ammissione alla massima divisione per l'annata 2014-15. Nell'annata 2014-15 partecipa per la prima volta ai play-off scudetto, eliminata ai quarti di finale.
Grazie al secondo posto ottenuto in regular season e successivamente il raggiungimento delle semifinali play-off scudetto nella stagione 2017-18 si qualifica per la prima volta alla Champions League, venendo poi eliminata nei quarti di finale. Nella stagione 2020-21 partecipa per la prima volta alla Supercoppa italiana, venendo eliminata in semifinale. Nell'annata 2021-22 vince il suo primo trofeo, ossia la Challenge Cup, battendo nella doppia finale l'Haris, mentre in quella successiva si aggiudica la Coppa CEV; nella stagione 2024-25 raggiunge per la prima volta la finale in Champions League, venendo sconfitta dall'Imoco.

## Rosa 2025-2026
| N° | Nome                | Ruolo | Data di nascita   | Nazionalità sportiva |
| -- | ------------------- | ----- | ----------------- | -------------------- |
| 2  | Gaia Traballi       | S     | 5 febbraio 1997   | Italia               |
| 3  | Marta Bechis        | P     | 4 settembre 1989  | Italia               |
| 4  | Avery Skinner       | S     | 25 aprile 1999    | Stati Uniti          |
| 5  | Brenda Castillo     | L     | 5 giugno 1992     | Rep. Dominicana      |
| 6  | Lindsey Ruddins     | S     | 5 novembre 1997   | Stati Uniti          |
| 7  | Sarah Franklin      | S     | 27 febbraio 2002  | Stati Uniti          |
| 8  | Manuela Ribechi     | L     | 15 febbraio 2004  | Italia               |
| 9  | Caterina Bosetti    | S     | 2 febbraio 1994   | Italia               |
| 10 | Maja Ognjenović     | P     | 6 agosto 1984     | Serbia               |
| 11 | Giulia Mancini      | C     | 23 maggio 1998    | Italia               |
| 13 | Emma Graziani       | C     | 16 agosto 2002    | Italia               |
| 14 | Linda Nwakalor      | C     | 17 settembre 2002 | Italia               |
| 17 | Ekaterina Antropova | O     | 19 marzo 2003     | Italia               |
| 21 | Camilla Weitzel     | C     | 11 giugno 2000    | Germania             |
| 23 | Giulia Gennari      | P     | 23 giugno 1996    | Italia               |

## Palmarès
- Coppa CEV: 1

2022-23
- Challenge Cup: 1

2021-22